# Copa Santa Catarina de 2018
A Copa Santa Catarina de 2018 foi a 17ª edição do segundo principal torneio de futebol de Santa Catarina. Disputada entre os dias 16 de setembro a 25 de novembro. O campeão ganha uma vaga na Copa do Brasil de 2019.

## Regulamento
A Copa Santa Catarina SICOOB 2018 está sendo disputada em três fase. Na 1ª Fase – Inicial, as equipes se enfrentaram no sistema de pontos corridos, dentro dos grupos, em turno e returno. Os dois melhores colocados de cada grupo avançaram à 2ª Fase – Semifinais. As Semifinais e Finais serão disputadas no sistema de confronto eliminatório, jogos de ida e volta.
Na 2ª Fase – Semifinais os clubes primeiros colocados enfrentarão os segundos colocados no confronto eliminatório. Em caso de empate em número de pontos ao final da segunda partida, a equipe com melhor saldo de gols avança, persistindo o empate, a decisão do classificado, ou, do campeão será através da cobrança de penalidades.

### Critérios de desempate
Em caso de empate por pontos entre dois ou mais clubes, os critérios de desempate são aplicados na seguinte ordem:
1. Número de vitórias;
2. Saldo de gols;
3. Gols pró;
4. Confronto direto;
5. Menor número de cartões vermelhos;
6. Menor número de cartões amarelos;
7. Sorteio.

Com relação ao quarto critério (confronto direto), considera-se o resultado dos jogos somados, ou seja, o resultado de 180 minutos. Permanecendo o empate, o desempate se dará pelo maior número de gols marcados no campo do adversário. O quarto critério não será considerado no caso de empate entre mais de dois clubes.

## Participantes
| Equipe            | Cidade        | Estádio                            | Capacidade | Títulos                    |
| ----------------- | ------------- | ---------------------------------- | ---------- | -------------------------- |
| Almirante Barroso | Itajaí        | Camilo Mussi                       | 1.760      | 0                          |
| Marcílio Dias     | Itajaí        | Hercílio Luz                       | 6.010      | 1 (2007)                   |
| Atlético Tubarão  | Tubarão       | Estádio Domingos Silveira Gonzales | 3.000      | 1 (2017)                   |
| Hercílio Luz      | Tubarão       | Aníbal Torres Costa                | 3.570      | 0                          |
| Blumenau          | Blumenau      | Complexo Esportivo Bernardo Werner | 3.624      | 0                          |
| Metropolitano     | Blumenau      | Complexo Esportivo Bernardo Werner | 3.624      | 0                          |
| Brusque           | Brusque       | Augusto Bauer                      | 5.000      | 3 (1992, 2008, 2010)       |
| Figueirense B*    | Florianópolis | Orlando Scarpelli                  | 19.584     | 2 (1990, 1996)             |
| Fluminense        | Joinville     | Arena Joinville                    | 20.160     | 0                          |
| Joinville         | Joinville     | Arena Joinville                    | 20.160     | 4 (2009, 2011, 2012, 2013) |
| Internacional     | Lages         | Vidal Ramos Júnior                 | 4.681      | 0                          |
| Operário de Mafra | Mafra         | 16 de Abril                        | 2.000      | 0                          |

*Figueirense usou sua equipe sub-23 na competição

## Fase Final
|  | Semifinais    | Semifinais | Semifinais | Semifinais |       |              | Final | Final | Final | Final |
|  |               |            |            |            |       |              |       |       |       |       |
|  | Hercílio Luz  | 1          | 1          | 2          |       |              |       |       |       |       |
|  | Tubarão       | 0          | 1          | 1          |       |              |       |       |       |       |
|  | Tubarão       | 0          | 1          | 1          |       | Hercílio Luz | 0     | 1     | 1 (3) |       |
|  |               |            |            |            |       | Hercílio Luz | 0     | 1     | 1 (3) |       |
|  |               | Brusque    | 0          | 1          | 1 (4) |              |       |       |       |       |
|  | Brusque       | Brusque    | 0          | 1          | 1 (4) | 3            | 4     | 7     |       |       |
|  | Brusque       |            |            |            |       | 3            | 4     | 7     |       |       |
|  | Figueirense B | 2          | 0          | 2          |       |              |       |       |       |       |

## Final
O time de melhor campanha na classificação geral tem o direito do mando de campo na segunda partida da final.

### Partida de ida
| 18 de Novembro | Brusque | 0 – 0 | Hercílio Luz | Valério Gomes Neto, São João Batista                        |
| 17:00          |         |       |              | Público: 986 Renda: R$ 11.410,00 Árbitro: Ramon Abatti Abel |

| Brusque | Hercílio Luz |

### Partida de volta
| 25 de Novembro | Hercílio Luz    | 1 – 1 | Brusque       | Aníbal Torres Costa, Tubarão                                          |
| 17:00          | Francivaldo 47' |       | 74' Jefferson | Público: 2 269 Renda: R$ 44.210,00 Árbitro: Rodrigo D'Alonso Ferreira |

|  |       | Penalidades |
|  | 3 – 4 |             |

| Hercílio Luz | Brusque |